# جوزيف نيفيل
جوزيف نيفيل (بالإنجليزية: Joseph Neville)‏ هو عسكري وسياسي أمريكي، ولد في 2 ديسمبر 1733، وتوفي في 4 مارس 1819 في مقاطعة هاردي في الولايات المتحدة. حزبياً، نشط في Anti-Administration party ‏. وقد انتخب مجلس بورغيسيس (1773 – 1776) وانتخب عضو مجلس نواب الولايات المتحدة عن ولاية فرجينيا (4 مارس 1793 – 3 مارس 1795).